# فنیل‌سیلان
فنیل‌سیلان (به انگلیسی: Phenylsilane) یک ترکیب شیمیایی با شناسه پاب‌کم ۱۲۷۵۲ است. شکل ظاهری این ترکیب، مایع بی‌رنگ است.